# Padhagedissen
Padhagedissen (Phrynosoma) zijn een geslacht van hagedissen uit de familie Phrynosomatidae.

## Naam en indeling
De wetenschappelijke naam van de groep werd voor het eerst voorgesteld door Arend Friedrich August Wiegmann in 1828. Er zijn 21 verschillende soorten, inclusief de pas in 2015 wetenschappelijk beschreven soorten Phrynosoma bauri en Phrynosoma diminutum. De wetenschappelijke geslachtsnaam Phrynosoma betekent vrij vertaald 'paddenlijf'; φρῦνος (phrunos) = pad en σῶμα (sōma) = lichaam.
De Nederlandstalige naam 'padhagedissen' slaat op het gedrongen lichaam en ook in andere talen staan ze onder een dergelijke naam bekend, zoals het Engelse "horned toads" (gehoornde padden).

### Soorten
Het geslacht omvat de volgende soorten, met de auteur en het verspreidingsgebied:
| Naam                                      | Auteur                                                             | Verspreidingsgebied              |
| ----------------------------------------- | ------------------------------------------------------------------ | -------------------------------- |
| Phrynosoma asio                           | Cope, 1864                                                         | Mexico, Guatemala                |
| Phrynosoma bauri                          | Montanucci, 2015                                                   | Verenigde Staten                 |
| Phrynosoma blainvillii                    | Gray, 1839                                                         | Mexico, Verenigde Staten         |
| Phrynosoma braconnieri                    | Duméril & Bocourt, 1870                                            | Mexico                           |
| Phrynosoma brevirostris                   | Girard, 1858                                                       | Canada, Verenigde Staten         |
| Phrynosoma cerroense                      | Stejneger, 1893                                                    | Mexico                           |
| Texaanse padhagedis (Phrynosoma cornutum) | Harlan, 1824                                                       | Canada, Mexico, Verenigde Staten |
| Phrynosoma coronatum                      | Blainville, 1835                                                   | Mexico, Verenigde Staten         |
| Phrynosoma diminutum                      | Montanucci, 2015                                                   | Verenigde Staten                 |
| Phrynosoma ditmarsi                       | Stejneger, 1906                                                    | Mexico                           |
| Korthoornpadhagedis (Phrynosoma douglasi) | Bell, 1828                                                         | Canada, Mexico, Verenigde Staten |
| Phrynosoma goodei                         | Stejneger, 1893                                                    | Mexico, Verenigde Staten         |
| Phrynosoma hernandesi                     | Girard, 1858                                                       | Canada, Mexico, Verenigde Staten |
| Phrynosoma mcallii                        | Hallowell, 1852                                                    | Mexico, Verenigde Staten         |
| Phrynosoma modestum                       | Girard, 1852                                                       | Mexico, Verenigde Staten         |
| Phrynosoma orbiculare                     | Gmelin, 1789                                                       | Mexico                           |
| Phrynosoma ornatissimum                   | Girard, 1858                                                       | Mexico, Verenigde Staten         |
| Padhagedis (Phrynosoma platyrhinos)       | Girard, 1852                                                       | Mexico, Verenigde Staten         |
| Phrynosoma sherbrookei                    | Nieto-Montes de Oca, Arenas-Moreno, Beltrán-Sánchez & Leaché, 2014 | Mexico                           |
| Phrynosoma solare                         | Gray, 1845                                                         | Mexico, Verenigde Staten         |
| Phrynosoma taurus                         | Dugès, 1873                                                        | Mexico                           |

## Uiterlijke kenmerken
Deze diertjes bewegen vrij langzaam en rekenen op hun camouflage voor hun bescherming tegen vijanden. De lichaamskleur is geelbruin tot bruin of roodbruin, vaak met vlekken en strepen. Aan de flanken en met name op de kop zijn grote stekels aanwezig die dienen om vijanden af te weren. De lichaamslengte is ongeveer 10 tot 15 centimeter, maximaal 18 cm. De staart is beduidend korter dan het lichaam, in tegenstelling tot vrijwel alle andere hagedissen.

## Levenswijze
Padhagedissen zijn woestijnbewoners die in zeer hete woestijnen kunnen overleven. Ze eten insecten, en dan vooral mieren, en daarnaast pissebedden,
De beenderige uitsteeksels of "hoorns" op hun hoofd en flanken maakt dat ze moeilijk in te slikken zijn. Als ze zich bedreigd voelen kunnen ze hun lichaam opzwellen en een defensieve houding aannemen. Sommige soorten kunnen een straaltje bloed tot meer dan een meter ver spuiten uit kleine bloedvaatjes bij de ogen. Het zijn overigens onschadelijke diertjes.
Ondanks de stekels hebben hoornpadden vele vijanden, zoals slangen, roofvogels, renkoekoeken en coyotes.

## Verspreiding en habitat
Alle soorten komen voor in delen van Noord- en Midden-Amerika, van Canada en delen van de Verenigde Staten en Mexico in het noorden tot Guatemala in het zuiden.
De habitat bestaat uit tropisch en subtropisch scrubland, gematigde en hete woestijnen, droge bossen en graslanden.

## Beschermingsstatus
Door de internationale natuurbeschermingsorganisatie IUCN is aan zeventien soorten een beschermingsstatus toegewezen. Vijftien soorten worden gezien als 'veilig' (Least Concern of LC), één soort als 'onzeker' (Data Deficient of DD) en een soort als 'gevoelig' (Near Threatened of NT).